# Montez Sweat
(en) Statistiques sur pro-football-reference
Shaquan Montez Sweat, né le 4 septembre 1996 à Richmond (Kentucky), est un joueur américain de football américain qui évolue au poste de defensive end. Il joue avec la franchise des Bears de Chicago en National Football League (NFL).

## Biographie

### Carrière professionnelle
Il est sélectionné 26e rang au total par les Redskins de Washington lors de la draft 2019.
En octobre 2023, Sweat est envoyé aux Bears de Chicago dans un échange contre un choix de deuxième tour lors de la draft 2024 de la NFL.